# Eugène Pujarniscle
Eugène Pujarniscle (né le 16 mai 1881 à Solliès-Toucas en France, mort le 15 octobre 1951 à Phnom Penh au Cambodge) est un écrivain français.

## Biographie
Sa licence de lettres en poche, il décide en 1912 de partir en Indochine  pour y exercer le métier d'enseignant. Il collabore à des revues telles que la Revue indochinoise, la Revue des nouvelles indochinoises ou les Pages indochinoises, au sein desquelles il publie plusieurs romans d'aventures exotiques en feuilleton dans les années 1920-1930. Ce fonctionnaire réputé pour son efficacité constitue ainsi une œuvre littéraire exclusivement consacrée aux pays qu'il a découverts et aimés dans cette région de l'Asie du Sud-Est où il a vécu jusqu'à la fin de ses jours. Ses romans proposent une peinture inspirée et poétique du Tonkin et laissent transparaître son attachement passionné à l'Indochine et à ses habitants, à ses coutumes et à sa philosophie.

## Œuvres
Œuvres originales
- Colonie et littérature coloniale, Les pages Indochinoises, 15 septembre 1923
- L'œuvre de la France en Indochine, Imprimerie d'Extrême-Orient, 1927
- Gouvernement général de l'Indochine. Direction de l'Instruction publique. L'Œuvre de la France en Indochine. La paix française, Imprimerie d'Extrême-Orient, 1927
- Lectures littéraires sur l'Indochine, Le-Van-Tan, 1929
- Le Bonze et le pirate, G. Crès, coll. "Aventures", 1929
- Philoxéne ou de la littérature coloniale, Firmin-Didot, 1931
- La Bouche scellée, G. Crès, 1931
- Morceaux choisis d'auteurs français à l'usage de l'enseignement primaire supérieur franco-indigène, par E. Pujarniscle, Imprimerie d'Extrême-Orient, 1933

Rééditions
- Le Bonze et le pirate, Plon, 1931, (1re éd. 1929)
- La Bouche scellée, Éditions Cosmopolites, coll. "du lecteur", 1934, (1re éd. 1931)
- Le Bonze et le pirate, Kailash, coll. "Les exotiques", 1994 (1re éd. 1929)  (ISBN 2-909052-47-8)
- La Bouche scellée, Kailash, coll. "Les exotiques", 1995, (1re éd. 1931),  (ISBN 2-909052-62-1)
- La Petite Sœur de Mademoiselle Neige, Kailash, coll. "Les exotiques", 2006  (ISBN 2-84268-130-4)